# Steffen Gebhardt

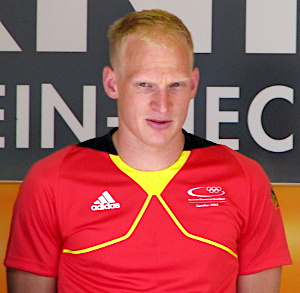
Steffen Gebhardt (2012)

Steffen Gebhardt (* 22. Juli 1981 in Neuss) ist ein ehemaliger deutscher Moderner Fünfkämpfer.
Steffen Gebhardt war als Sportsoldat Stabsunteroffizier der Bundeswehr und startete für die DJK SSG Bensheim. 2004 trat er in Athen erstmals bei den Olympischen Spielen an und belegte nach gutem Start Rang 27. Erfolgreich war das Jahr 2007, das im Einzel bei den Weltmeisterschaften in Berlin Platz vier und mit Eric Walther und Sebastian Dietz in der Mannschaft die Goldmedaille brachte. Gebhardt profitierte von seinen Leistungen in den technischen Disziplinen Schießen (1168 Punkte) und Fechten (976). Beim Schwimmen (1264) und im Reiten (1144) verlor er nur wenig an Boden. Als Dritter ging er in den abschließenden 3000-Meter-Geländelauf. Hier konnte er diese Position jedoch nicht halten und rutschte mit am Ende 5520 Punkten aus den Medaillenrängen. 2008 konnte Gebhardt bei den Weltmeisterschaften in Budapest Platz 14 erreichen, die Mannschaft kam auf Rang sieben. Aufgrund seiner Platzierung in der Weltrangliste qualifizierte er sich dennoch für die Olympischen Spiele in Peking, wo er einen fünften Platz erreichte. Bei den Olympischen Spielen 2012 in London belegte er erneut Rang fünf.
Aktuell arbeitet er als Sport- und Physiklehrer an der Lichtenbergschule in Darmstadt.